# Рижа мазама
Рижа мазама (Mazama rufina) е вид бозайник от семейство Еленови (Cervidae). Видът е световно застрашен, със статут Уязвим.

## Разпространение и местообитание
Разпространен е в Еквадор, Колумбия и Перу.